# Wiede

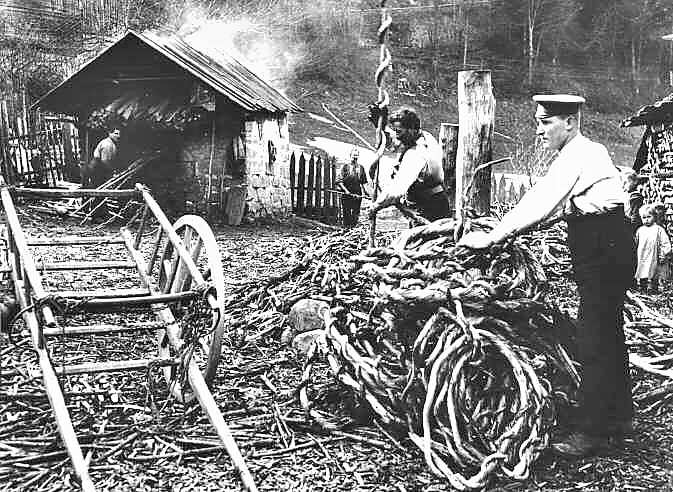
Karl Blumenthal: Wiedofen (links) und Flößer beim Wiedmachen, 1910.

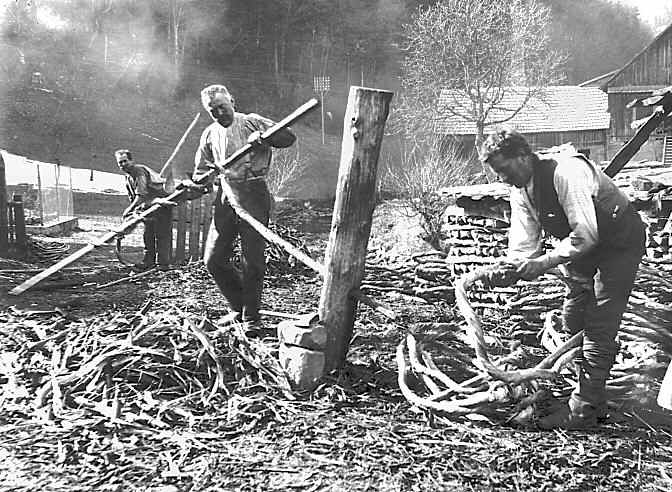
Karl Blumenthal: Flößer beim Wiedmachen, 1910.

Die Wiede, auch das Wiedel genannt, ist ein verdrehter Zweig aus pflanzlichem Material, aus dem Bänder oder Seile geflochten werden.

## Beschreibung
Die Wiede ist ein verdrehter Zweig aus pflanzlichem Material, aus dem Bänder geflochten werden oder das etwa beim Decken eines Reetdaches verwendet wird. Sie bestehen aus Hasel, Weide oder Traubenkirsche oder auch aus Eschen-, Tannen- und Fichtenstämmchen und sind sehr belastbar.
Zur Herstellung von Wieden wurden die Stämmchen in Wasser eingeweicht und in vier bis fünf Meter langen Bäh- oder Wiedöfen erhitzt („gebäht“). Anschließend wurden jene im heißen Zustand an Wiedstöcken zu Wieden gedreht und zu Kränzen geformt.
Wieden in Wiedlöchern wurden in der Flößerei zum Einbinden von Flößen verwendet.
Das Grimmsche Wörterbuch verzeichnet viele weitere Verwendungsarten der Wiede, unter anderem als Strang zur Hinrichtung, als Fessel, zum Garbenbinden und Bündeln von Holz, bei Türen anstatt der Türangeln oder anstatt des Riegels, zum Schuhbinden und zum Anbinden von Pflanzen (zum Beispiel Weinreben).
Der Begriff findet sich im Zusammenhang mit pflanzlichen Bezeichnungen für:
- Die Hanf- oder Korbweide salix viminalis, Variante vitellina
- Färber-Wau, Gelbkraut, reseda luteola
- Wolliger Schneeball, viburnum lantana[1]

## Etymologie
Das Wort wiede hat sich aus althochdeutsch witta, das Binde oder Band bedeutet, über mittelhochdeutsch wide für gedrehten Strick und Band entwickelt. Vom selben Stamm leitet sich auch die Bezeichnung für den Baum Weide ab. Grundlage ist die indoeuropäische Wurzel *uieH-, die im Sinne von drehen bzw. biegen verwendet wurde, welches auf biegsame Zweige oder Flechtwerk übertragen wurde.